# عقیق (مجموعه تلویزیونی ۱۳۶۸)
عقیق نام یک مجموعه تلویزیونی به کارگردانی حمید تمجیدی است که در سال ۱۳۶۸ تولید و از شبکه ۲ پخش گردید.

## خلاصه داستان
این مجموعه تلویزیونی بر اساس زندگی واقعی بانویی است که به عنوان «دامدار نمونه» شناخته شده بود. این بانو که «ربابه دهقان» نام دارد، با وجود مشکلات فراوان و مخالفت فرزندان که زندگی شهری را ترجیح می‌دهند، در یکی از روستاهای اطراف اراک، یک گاوداری احداث کرده و در اطراف آن نیز یک مزرعه علوفه ایجاد نمود.

## بازیگران و عوامل تولید

### بازیگران
- فریده سپاه‌منصور
- علی‌اصغر گرمسیری
- دانیال حکیمی
- محبوبه بیات
- غلامرضا طباطبایی
- فریبا کوثری
- پرستو گلستانی
- مهری ودادیان
- سیامک اطلسی
- مهدی صباغی
- حمید تمجیدی
- اصغر توسلی
- مسعود تکاور